# 西西弗书店

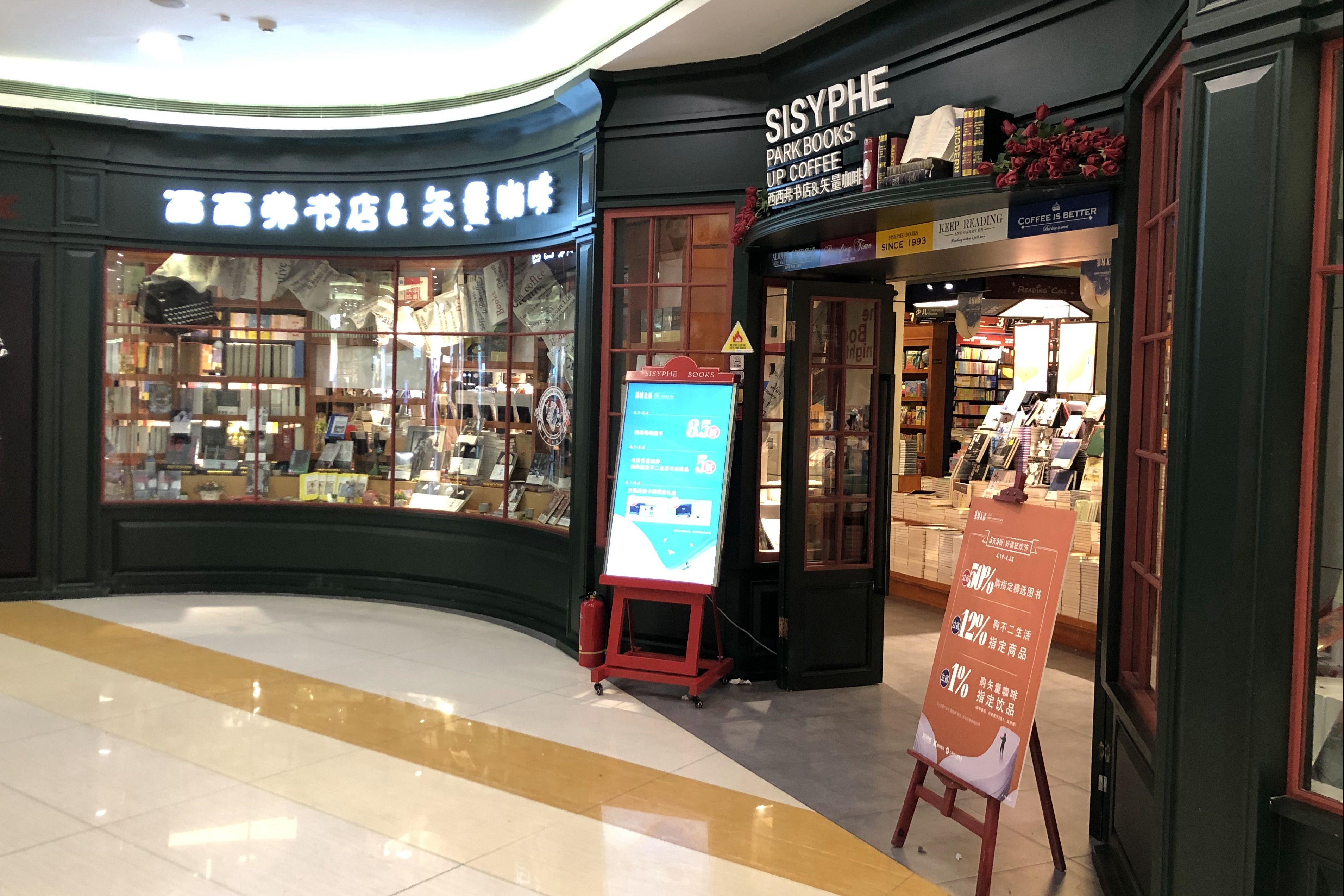
西西弗书店遵义国贸购物中心店

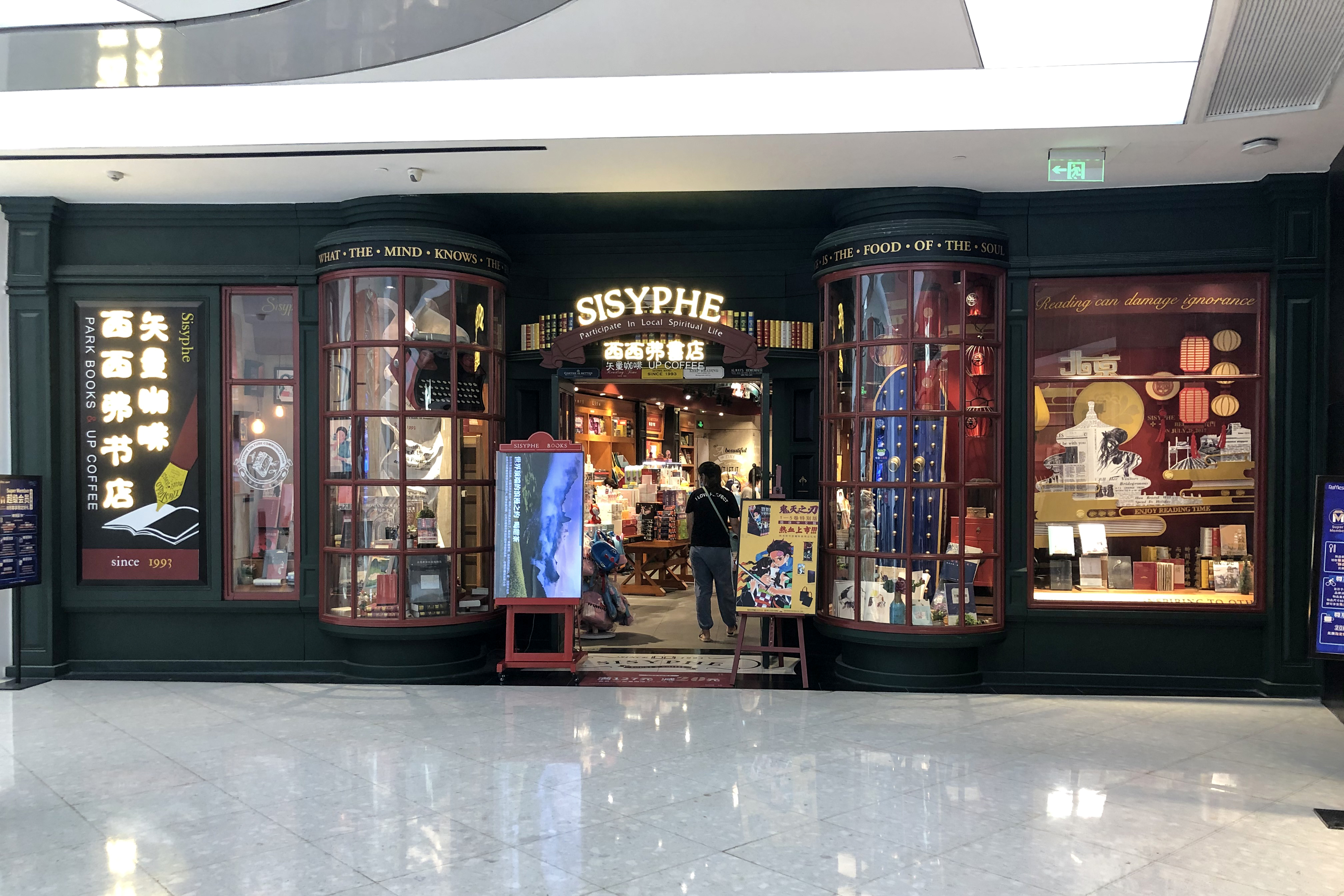
西西弗书店北京市来福士中心分店

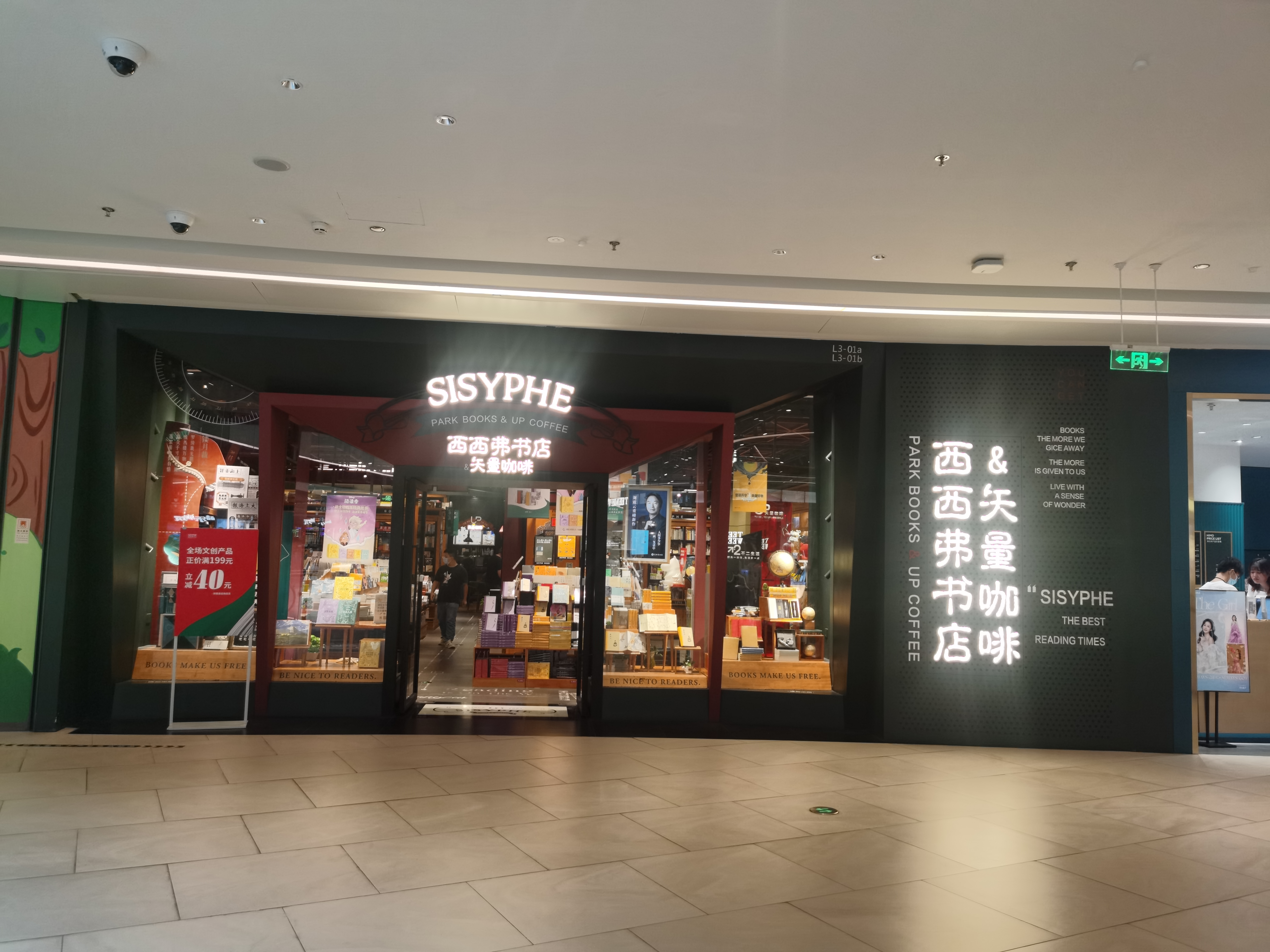
西西弗书店上海市南翔印象城MEGA分店

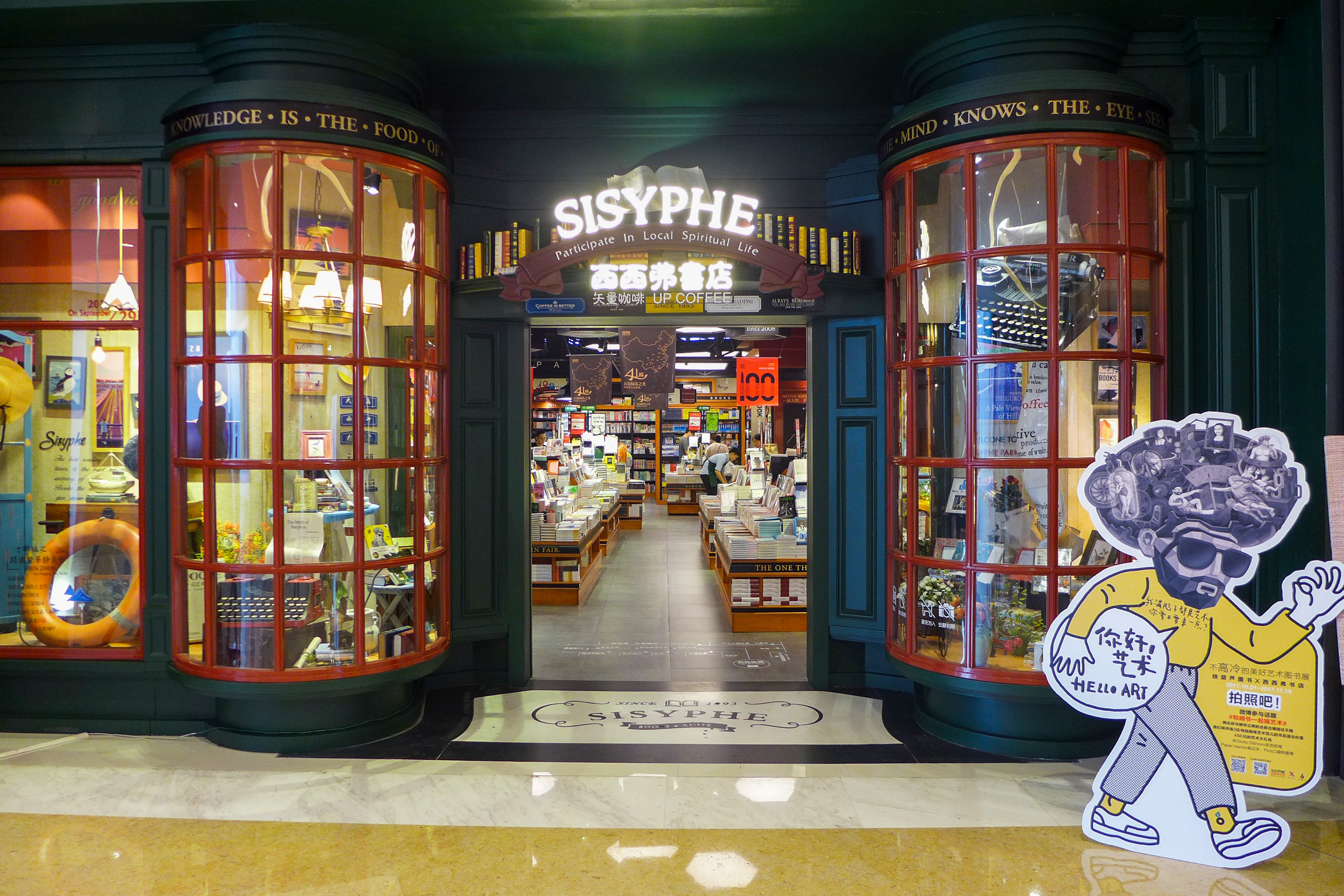
西西弗书店在深圳市歡樂海岸購物中心分店

西西弗书店（Sisyphe Bookstore），1993年创立于中国贵州省遵义，是中国大陆一家民营连锁书店，目前由重庆西西弗文化传播有限公司运营。其名字来源于希腊神话中不断推石上山的西西弗斯。截至2022年1月，西西弗在全国超过80个城市有超過300家书店和意式咖啡馆、並有500万活跃会员。

## 历史
- 1993年8月，创办西西弗书社。[2]
- 2008年3月，进驻重庆市。[3]
- 2013年10月，在深圳1234Space开设深圳首家门店。[4]
- 2015年4月11日，在杭州西湖银泰开设华东地区第一家门店[5]。同年9月在沈阳铁西万象汇开设长江以北地区第一家门店，12月在上海静安大悦城北座开设上海首店[6]。
- 2017年1月13日，在蓝色港湾开设北京首家门店[7]。

## 咖啡店
書店設有矢量咖啡店，讓顧客可一邊看書一邊品嘗咖啡，書店亦不時在咖啡店舉辦各種活動。

## 外部連接
- 西西弗官网 （页面存档备份，存于）